# Українська католицька середня школа Непорочного зачаття
Українська католицька  середня школа Непорочного зачаття була приватною, українською католицькою середньою школою у місті Воррен, штат Мічиган. 

## Історія
Українська середня школа непорочного зачаття була створена в 1959 році. Це була перша українська католицька спільноосвітня школа в США. 
Закрита у 2008 році через численні фактори, насамперед через бюджетні обмеження. Вона була пов'язана з Українською католицькою церквою Непорочного Зачаття. 